# Франклин (округ, Айдахо)
Фра́нклин (англ. Franklin) — округ в штате Айдахо. Административным центром является город Престон.

## История
Округ Франклин был образован 20 января 1913 года. Своё название округ получил по первому постоянному поселению в штате, городку Франклин, основанному 14 апреля 1860 года и названному в свою очередь в честь Франклина Ричардса, члена кворума двенадцати апостолов мормонской церкви.

## Население
По состоянию на июль 2008 года население округа составляло 12 454 человек. С 2003 года население увеличилось на 556 человек, то есть на 4,67 %. Ниже приводится динамика численности населения округа.

## География
Округ Франклин располагается в восточной части штата Айдахо. Площадь округа составляет 1 731 км², из которых 8 км² (0,46 %) занято водой.
|        | Баннок        | Карибу   |  |  |
| Онайда | север         | Бэр-Лейк |  |  |
| Онайда | Франклин      | Бэр-Лейк |  |  |
| Онайда | юг            | Бэр-Лейк |  |  |
|        | Каш (шт. Юта) |          |  |  |

### Дороги
- — US 91
- — ID-34
- — ID-36

### Города округа
- Дейтон
- Уэстон
- Клифтон
- Оксфорд
- Тэтчер
- Уитни
- Франклин

### Достопримечательности и охраняемые природные зоны
- Национальный лес Карибу (частично)
- Национальный лес Кэш (частично)